# Home Taping is Killing Music

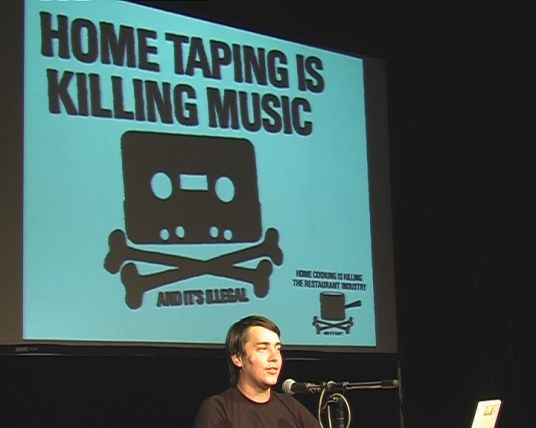
Uppvisning av logotypen under föreläsning om Pirate Bay i juni 2006.

Home Taping is Killing Music (svenska: Heminspelningar tar död på musiken) var en kampanj genomförd av den brittiska musikindustrins företrädare British Phonographic Industry, mot så kallad piratkopiering av musik under början av 1980-talet. Kampanjen inleddes den 28 oktober 1981. Kassettband hade vid den tiden blivit ett populärt alternativ till grammofon, och tomma kassetter användes för att spela av kommersiella grammofonskivor och kassettband, och ibland såldes de vidare. Bilden bestod av ett kassettband med två dödskalleben lagda i kors under, vilket påminner om Jolly Roger. Undertexten lydde And It's Illegal ("och det är olagligt").
Kampanjen har senare blivit föremål för flera parodier. Internetsajten The Pirate Bay använder i sin logotyp symbolen (utan grundtexten) på piratskeppets segel.

The Pirate Bays logotyp med kassettbandet och benen på piratskeppets segel.

Kampanjen kom senare att få en renässans, då den norska avdelningen inom IFPI lanserade kampanjen Piracy Kills Music med en liknande logotyp, och kampanjen belönades med Gulltaggen 2008. för "Bästa Internetstrategi", dock med stor kontrovers.

## Parodier

En parodi på logotypen, här är kassettbandet ersatt med en Ipod och syftar i stället på Digital Rights Management.

Ännu en parodi på logotypen, som här jämställer hemsydda kläder med piratkopierad kultur.

På hårdrocksgruppen Venoms album Black Metal från 1982 syns texten "Home Taping Is Killing Music; So Are Venom" ("Heminspelningar dödar musiken, så även Venom"). Punkrockgruppen Rocket from the Crypt sålde t-shirts med kampanjens originalsymbol och texten "Home Taping Is Killing the Music Industry: Killing Ain't Wrong" ("Heminspelningar dödar musikindustrin: att döda är inte fel").
En annan parodi är "Home Sewing is Killing Fashion" ("Att sy hemma dödar modet"), där kassettbandet på bilden är ersatt av en symaskin, och en annan variant lyder "Home Cooking is Killing Restaurants" ("att laga mat hemma dödar restaurangerna"). Ytterligare en parodi lyder "Home Fucking is Killing Prostitution" ("Att knulla hemma dödar prostitutionen"), vilken även användes för att namnge en bootlegbootlegskiva med hårdrocksbandet AC/DC, inspelad i Köln i Tyskland 1991.

### Fotnoter
1. ↑  Diffuser (25 oktober 2016). ”35 Years Ago: The UK Launches the 'Home Taping is Killing Music' Campaign” (på engelska). Diffuser. https://diffuser.fm/home-taping-is-killing-music-uk/. Läst 3 maj 2021.
2. ↑  Jan Melin (25 oktober 2010). ”Kassettspelaren Walkman begravd” (på svenska). Ny teknik. https://www.nyteknik.se/popularteknik/kassettspelaren-br-walkman-begravd-6424339. Läst 3 maj 2021.
3. ↑  ”Arkiverade kopian”. Arkiverad från originalet den 28 augusti 2011. https://web.archive.org/web/20110828035515/http://www.gulltaggen.no/19266/2008. Läst 15 augusti 2011.